# Др Иван Рибар (Нови Београд)
Др Иван Рибар је насеље и месна заједница које се налази на Новом Београду Ово насеље се састоји из блокова 71 и 72.

## Положај и локација
Насеље се налази на крајњем западу општине Нови Београд, у непосредној близини насеља налази се Сава, Ледине, Бежанија,
Бежанијска коса и општина Сурчин. Удаљеност насеља од центра Београда је око 8,8 километара, док је од Аеродрома Никола Тесла удаљено око 8,7 km.
Месну заједницу Др Иван Рибар чини Блок 71, Блок 72 и део део Војвођанске улице.
Ограничено је Виноградском и улицом Др Ивана Рибара, а на месту између Блока 71 и Блок 72 пресеца га улица Јурија Гагарина.
У новом делу насеља Блока 72 се налази и улица Милеве Марић Ајнштајн, док део улице Др Ивана Рибара у истом блоку од 2016. године носи назив улица Срђана Алексића. Са источне стране насеље се излази на Блоком 61 и Блоком 45, са западне на насеље Ледине и Новобеоградски насип, са северне на насеље Бежанија, док са јужне стране излази на савски насип и реку Саву.

## Историјат и изградња
Насеље је добило име по предратном политичару, учеснику Народноослободилачке борбе и друштвено-политичком раднику ФНР Југославије Ивану Рибару.
Изградња ових блокова почела је крајем осамдесетих 20. века. У изградњи је највише учествовала грађевинска компанија „Рад“. Та површина је по ранијем урбанистичком плану била забрањена за изградњу, због велике буке авиона који користе аеродром Никола Тесла, али је тај план промењен, чиме је дозвољена изградња ових блокова. Као и цео простор Новог Београда, на овом простору налазили су се претежно мочваре,нешто касније баште и воћњаци, као и куће.
Блок 71 је стамбено насеље са ламелама белих осмоспратних зграда. Почео да се гради 1989. године, а саграђен је почетком осамдесетих 20. века. У западном делу овог блока налази се неколико кућа. На месту пре настанка Блока 71, планирана је изградња стазе за формулу 1, још 1968. године. Међутим идеју је преотела суседна Мађарска, па је уместо у Београду, стазу добила Будимпешта. Градске власти су такође планирале изградњу националног стадиона Фудбалске репрезентације Србије у овом блоку, међутим због финансијске ситуације од те идеје се одустало. Наш тенисер Новак Ђоковић, планирао је на делу уз Блок 71 изградњу тениских терена, а полемисало се и око селидбе бувљака на простор иза Блока 71. Последња у низу идеја о изградњи у Блоку 71 је Атлетски стадион
Блок 72 је један од новијих и последње изграђених блокова у овом делу Новог Београда.
Пре његове изградње комплетне изградње, на простору западног дела овог блока налазили су се воћњаци и баште.
- 1989. године настао је први део Блока 72 – зграде ка раскрсници Јурија Гагарина и Др Ивана Рибара (са браон крововима).
- 1993. године настао је други део Блока 72 – зграде ка кружном току у Војвођанској улици (са црвеним крововима).
- 2011. године настало је насеље познато као Милева Марић Ајнштајн, по имену улице у којој се налази цело то насеље.

У насељу Милева Марић Ајнштајн, сасвим ка Виноградској улици, налази се и једна зграда социјалног становања и у току је градња још једног објекта.

## Живот, инфраструктура и привреда у насељу Др Иван Рибар
Насеље је мирно, модерно и лепо уређено,а у новијем делу насеља Блока 72 налазе се подземне гараже.
На самом почетку насеља односно Блока 71, налази се окретница аутобуса и трамваја, као и пут ка савском насипу и Сави. Савски насип се пружа у дужину од 18 километара и спаја насеље са другим блоковима. На насипу постоје траке за трчање и вожњу бицикла, а кеј је погодан за шетњу, риболов, уживање у природи или провод на неком од сплавова.
У непосредној близини насеља налази се велики број трговинских ланаца, две основне школе и многи други објекти.

## Јавни превоз
Бројне линије градског превоза које обезбеђује ГСП Београд опслужују насеље Др Иван Рибар и његову околину:
– аутобуси:
- линија 45 Блок 44 — Земун (Нови град)[7]
- линија 71 Зелени венац — Ледине[8]
- линија 73 Блок 45 — Батајница[9]
- линија 89 Блок 72 — Видиковац[10]
- линија 94 Блок 45 — Ресник[11]
- линија 95 Блок 45 — Борча 3[12]
- линија 602 Блок 44 — СРЦ Сурчин[13]
- линија 603 Ледине — Угриновци[14]
- линија 604 Блок 45 — Прека калдрма[15]
- линија 605 Блок 45 — Прогар[16]
- линија 610 Кеј ослобођења — Јаково[17]

– трамваји:
- линија 7 Блок 45 — Устаничка[18]
- линија 9 Блок 45 — Бањица[19]
- линија 11 Блок 45 — Калемегдан (Доњи град)[20]
- линија 13 Блок 45 — Баново брдо[21]

– минибус линије:
- линија Е1 Блок 45 — Устаничка[22]
- линија Е6 Блок 45 — Миријево[23]